# Podział
Podział (ang. The Split) – amerykański film kryminalny z 1968 roku napisany przez Roberta Sabaroffa i wyreżyserowany przez Gordona Flemynga, powstały na podstawie powieści Donalda Edwina Westlake’a The Seventh. Wyprodukowany przez Metro-Goldwyn-Mayer i Spectrum.
Premiera filmu miała miejsce 4 listopada 1968 roku w Stanach Zjednoczonych.

## Fabuła
Ponad pół miliona dolarów ginie po brawurowym i szczegółowo zaplanowanym rabunku w Los Angeles Coliseum podczas rozgrywanego meczu futbolowego. W gronie przestępców, autorów tego odważnego, acz wysoce nielegalnego przedsięwzięcia, padają wzajene oskarżenia.

## Obsada
- Jim Brown jako McClain
- Diahann Carroll jako Ellie Kennedy
- Ernest Borgnine jako Bert Clinger
- Julie Harris jako Gladys
- Gene Hackman jako detektyw Walter Brill
- Jack Klugman jako Harry Kifka
- Warren Oates jako Marty Gough
- James Whitmore jako Herb Sutro
- Donald Sutherland jako Dave Negli
- Joyce Jameson jako Jenifer
- Harry Hickox jako detektyw
- Jackie Joseph jako Jackie
- Warren Vanders jako Mason